# John Randall (physicien)
Pour les articles homonymes, voir John Randall.
John Randall (23 mars 1905 – 16 juin 1984), est un physicien – biophysicien britannique connu pour ses travaux déterminants sur le magnétron à cavité, composant essentiel des radars à longueur d'onde centimétrique, qui est un des éléments de la victoire des Alliés au cours de la Seconde Guerre mondiale. C'est aussi l'élément essentiel des fours à micro-ondes.
John Randall dirige également l'équipe du King's College de Londres qui travaille sur la structure de l'ADN. Son adjoint, Maurice Wilkins, obtient le Prix Nobel de physiologie ou médecine en 1962, conjointement avec James Watson et Francis Crick à l'Université de Cambridge, pour la détermination de la structure de l'ADN. Dans son équipe on pouvait aussi compter Rosalind Franklin, Raymond Gosling, Alex Stokes et Herbert Wilson, tous partie prenante dans la recherche sur l'ADN.
Il est anobli pour ces réalisations et porte le titre de Sir John Randall. Il est membre fellow de la Royal Society (FRS) et de la Royal Society of Edinburgh (FRSE).

## Formation
John Randall est né le 23 mars 1905 à Newton-le-Willows, St Helens, Lancashire, seul garçon, aîné d'une famille de trois enfants. Son père, Sidney Randall, est pépiniériste et grainetier, et sa mère, Hannah Cawley, est la fille de John Turton, directeur d'une mine de charbon des environs.
Il fait ses études secondaires au Grammar school de Ashton-in-Makerfield, puis à l'Université de Manchester où il est reçoit son baccalauréat avec distinction en physique (B.Sc. (Hons) équivalent à la licence en France) et prix de fin d'études en 1925. Randall obtient une Maîtrise en sciences (M.Sc.) en 1926.
De 1926 à 1937, Randall travaille dans les laboratoires de recherche de la General Electric Company à Wembley où il prend une part importante dans le développement des poudres luminescentes destinées aux lampe à décharge. Il s'intéresse aussi beaucoup à la luminescence elle-même. En 1938, il obtient un doctorat en sciences à l'Université de Manchester.
En 1928, il épouse Doris, fille de Josiah John Duckworth, géomètre dans une houillère. De leur union est né un fils.

## Travail sur le magnétron

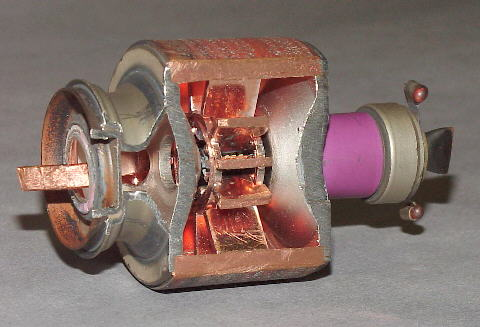
Magnétron à cavités.

En 1937, il est reconnu comme étant le principal chercheur dans son domaine et reçoit le titre de membre de la Société royale de Londres (Royal Society) à l'Université de Birmingham où il travaille sur la théorie de la capture électronique dans la phosphorescence au département de physique du professeur Marcus Oliphant. Lorsque la guerre commence en 1939, Randall rejoint l'importante équipe qui travaille sur les radars centimétriques. À ce moment, l'obstacle principal au développement de cette nouvelle technologie est la faible puissance de sortie radioélectrique disponible pour ces fréquences.
Des magnétrons de conception simple, dit à anodes fendues, dans lesquels l'oscillation électromagnétique se produit entre deux pôles dans un tube à vide, sont mis au point dans les années 1920, en premier par Albert W. Hull. Ils ne génèrent cependant que des puissances relativement faibles. En 1935, un magnétron à cavités résonnantes multiples, beaucoup plus puissant, a été développé à Berlin par Hans Hollmann. En 1940, Randall et Harry Boot construisent un prototype semblable au magnétron à cavité d'Hollmann, mais doté d'un système de refroidissement à liquide et une cavité plus résistante. Ainsi Randall et Boot réussissent à augmenter la puissance de sortie d'un facteur 100. Plus tard, James Sayers réalisera les progrès déterminants qui conduiront à un système opérationnel.
Un exemplaire du magnétron de Randall et Boot a été remis aux Américains en septembre 1940 par Sir Edward George Bowen de la mission Tizard afin qu'il soit produit à grande échelle, chose que les Britanniques ne pouvaient faire sous les attaques allemandes. À eux seuls les laboratoires Bell ont produit un million de magnétrons aux États-Unis pendant la durée de la guerre. Un historien américain reconnu a décrit le magnétron no 12 donné par Bowen de la façon suivante : « quand les membres de la mission Tizard ont rapporté un magnétron aux États-Unis en 1940, ils ont importé la cargaison la plus importante qui n'ait jamais été déchargé dans nos ports. ».
L'intérêt d'avoir un magnétron à cavité puissant est en effet immense. Les radars centimétriques pouvant détecter des objets de petite dimension, la combinaison d'un magnétron petit et puissant, de petites antennes et d'une haute résolution permet d'embarquer un radar à bord d'un avion pour détecter des sous-marins ou d'autres avions. Cette avance technologique permettra finalement de déjouer les U-Boats allemands et contribuera grandement à la victoire de la bataille de l'Atlantique. Ainsi les Britanniques peuvent à nouveau être ravitaillés et réarmés par l'Atlantique ce qui conduira, finalement, à la libération de l'Europe.
Parmi les autres applications du radar, on peut noter les interceptions de bombardiers de nuit, une navigation améliorée des bombardiers alliés (Radar H2S), une optimisation des batteries anti-aériennes et de l'artillerie navale, ou encore les fusées de proximité. Depuis, l'appareil a été adapté à plusieurs usages et entre autres des millions ont été intégrés dans des systèmes de cuisson (four à micro-ondes).
En 1943, Randall quitte le laboratoire de physique d'Oliphant à Birmingham pour enseigner durant un an au laboratoire Cavendish à Cambridge. En 1944, Randall est nommé professeur de « natural philosophy » (c'est-à-dire de physique, terme vieilli) à l'université de St Andrews et commence des recherches en biophysique, avec Maurice Wilkins, avec une bourse modeste de l'Amirauté.

## Au King's College de Londres

Structure de la molécule d'ADN.

En 1946, il change pour la chaire de physique de Wheatstone au King's College de Londres, où le conseil pour la recherche médicale crée un groupe de recherche en biophysique dont Randall devient le directeur. Sous sa gouverne, la recherche de son équipe a conduit à la découverte de la structure de l'ADN avec Rosalind Franklin, Raymond Gosling et Maurice Wilkins. Maurice Wilkins partage en 1962 le Prix Nobel de physiologie ou médecine avec James Watson et Francis Crick. Rosalind Franklin étant décédée d'un cancer en 1958.
En plus de son travail sur la diffraction des rayons X, l'unité mène un très large programme de recherche avec des physiciens, des biochimistes et des biologistes. En 1954, l'utilisation de nouveaux types de microscopes optiques a permis l'hypothèse importante du glissement des  myofibrilles d'actine et de myosine, qui composent le tissu musculaire, les unes sur les autres dans le mécanisme de la contraction musculaire. On doit aussi à Randall la mise en place d'un enseignement des sciences biologiques au King's College.
En 1951, Randall rassemble un important groupe multidisciplinaire sous sa direction personnelle pour étudier la structure et le développement des protéines de collagène dans le tissu conjonctif. Ce travail a aidé à comprendre la structure en triple hélice de la molécule de collagène. Randall, lui-même spécialisé dans l'utilisation du microscope électronique, étudie d'abord la structure fine du spermatozoïde, puis s'intéresse au collagène. En 1958, il commence l'étude de la structure des protozoaires. Ensuite, il met sur pied un nouveau groupe pour utiliser les cils de protozoaires comme modèle pour l'analyse de la morphogenèse en comparant les différences biochimiques et de structure de mutants.

## Dernières années
En 1970, il se retire à l'Université d'Édimbourg où il forme une équipe pour appliquer un ensemble de méthodes biophysiques nouvelles, comme la diffraction neutronique cohérente, pour étudier différentes questions de biologie. Il poursuit ce travail, avec son habituelle détermination, jusqu'à sa mort.
Dans le domaine des sciences, Randall était, non seulement original, mais aussi non–conformiste. Sa contribution aux sciences biologiques ont été extrêmement importantes en créant — au bon moment — un grand laboratoire de biophysique multidisciplinaire dans lequel ses équipes ont obtenu de nombreux succès. Ses recherches, à titre personnel, ne sont pas tout à fait aussi remarquables en biophysique qu'en physique pure. Aussi bien en sciences que dans tout autre domaine, ses jugements étaient de qualité. Il avait la rare faculté de saisir l'essentiel d'une situation et une capacité hors du commun à obtenir des fonds et des locaux pour ses travaux.
Il était ambitieux et aimait le pouvoir, mais son ambition était largement utile au bien commun. Cependant, il était quelqu'un de très chaleureux et de très prévenant, d'une remarquable modestie et avec une intuition profonde de la physique, en particulier pour ce qui est de la diffraction des rayons X et des neutrons. L'aspect simple et décontracté de sa personne contrastait avec sa rigueur naturelle et sa détermination. Il montrait beaucoup d'enthousiasme et de disponibilité dans son travail, autant que pendant les heures de jardinage auxquelles il prenait grand plaisir.

## Distinctions
Pour le magnétron
En 1943, il reçoit (conjointement avec Harry Boot) le Thomas Gray memorial prize de la Royal Society of Arts pour sa découverte du magnétron à cavité. En 1945, il obtient la médaille Dudell (Dudell medal) de la Physical Society de Londres et partage un prix de la Royal Commission on Awards to Inventors pour l'invention du magnétron à cavité, puis il est nommé membre de la Royal Society (FRS) de Londres dont il obtient la Médaille Hughes. Il reçoit d'autres récompenses (avec Harry Boot) pour ses travaux sur le magnétron : en 1958, la médaille John Price Wetherill du Franklin Institute de l'État de Pennsylvanie (États-Unis) et en 1959, le diplôme John Scott de la ville de Philadelphie (É-U.). En 1962, il est fait chevalier et en 1972, il devient membre de la Royal Society of Edinburgh (FRSE).
Pour les recherches biophysiques
On peut dire que la contribution de John Randall à la découverte de la structure de l'ADN est passée quasiment inaperçue, même si la récompense de Maurice Wilkins, pour un tiers du Prix Nobel 1962 pour la physiologie ou médecine, rejaillit sur l'ensemble de l'équipe du laboratoire du King's College. Selon Wilkins, Randall voulait être plus directement impliqué dans les travaux sur l'ADN et avait déjà éloigné Francis Crick du King's College de Londres. La perte de Crick pour le King's College s'est transformé en gain pour le laboratoire Cavendish de Cambridge, mais les liens non–officiels entre Crick et Wilkins ont aidé Cavendish à gagner la double « course » de l'ADN contre Linus Pauling et le King's College. Sir John Randall laissa ainsi passer sa chance d'avoir son nom dans les livres d'histoire de la science même s'il était un des contributeurs importants dans la course.
Ce sont donc deux membres du laboratoire Cavendish qui ont reçu le Nobel, Francis Crick et James Watson, et un seul membre du King's College de Londres (Maurice Wilkins). Par malheur, Rosalind Franklin du King's College qui avait également travaillé sur le problème, était déjà morte en 1958 et les débats qui ont suivi laissaient entendre qu'elle méritait de partager le Prix Nobel. De plus deux autres membres de Cavendish, John Kendrew et Max Perutz ont reçu le prix Nobel de chimie la même année pour des travaux sur des sujets communs avec ceux du groupe de Randall.
À Clare College (Cambridge), aucune mention sur la nouvelle sculpture représentant l'ADN n'est faite, ni de Sir Lawrence Bragg (déjà Prix Nobel) et directeur du laboratoire Cavendish de Cambridge, ni de Sir John Randall, directeur du laboratoire du King's College de Londres, qui lui n'était pas déjà Prix Nobel. On peut lire les mots suivants :
- sur le socle : « Ces filaments se dénouent au cours de la reproduction cellulaire. Les gènes sont codés selon une séquences de nucléobases » et « La thèse de l'hélice double a été soutenue par les travaux de Rosalind Franklin et Maurice Wilkins. »
- sur les hélices : « La structure de l'ADN a été découverte en 1953 par Francis Crick et James Watson alors que Watson habitait ici à Clare. » et « La molécule d'ADN est composée de deux filaments liés entre eux par des paires de nucléobases  adénine–thymine et guanine–cytosine. ».

Si Franklin et Wilkins n'auraient pas eu de raison de se plaindre de la phrase : « Le modèle de la double hélice [de l'ADN] est dû au travail de Rosalind Franklin et Maurice Wilkins. », Sir John Randall fut contrit que ce soit le laboratoire Cavendish de Cambridge qui reçoive le plus de notoriété. Wilkins aurait également souhaité que son propre nom soit associé à ceux de Watson et Crick en 1953 dans leur première publication sur le sujet. Randall et Wilkins aurait chacun mérité d'être plus reconnu dans la découverte de la structure de l'ADN, mais, contrairement à Randall, Wilkins a au moins été co-récipiendaire du Nobel de physiologie ou médecine en 1962.

### Ouvrages sur Sir John Randall
- (en) S. Chomet, D.N.A. Genesis of a Discovery (ADN, genèse d'une découverte), 1994, Newman - Hemisphere Press, Londres.
- (en) Maurice Wilkins, The Third Man of the Double Helix: The Autobiography of Maurice Wilkins (Le troisième homme de la double hélice : autobiographie de Maurice Wilkins).  (ISBN 0-19-860665-6)
- (en) Matt Ridley, Francis Crick: Discoverer of the Genetic Code (Eminent Lives) (Francis Crick : découverte du code génétique) publié initialement en juillet 2006 aux USA, puis au UK, septembre 2006, HarperCollins Publishers.  (ISBN 0-06-082333-X)
- (en) Sylvia & James Tait, A Quartet of Unlikely Discoveries (Un quatuor de découvertes invraisemblables), Athena Press, 2004.  (ISBN 184401343X)
- (en) James D. Watson, The Double Helix: A Personal Account of the Discovery of the Structure of DNA (La double hélice : considérations personnelles sur la découverte de la structure de l'ADN), Atheneum, 1980.  (ISBN 0-689-70602-2) (Première publication en 1968.)